# Sadiq Khan
Sadiq Aman Khan (Urdu: صادق امان خان; Londen, 8 oktober 1970) is een Brits politicus en advocaat. Ideologisch bevindt hij zich aan de gematigde kant van de sociaaldemocratische vleugel van de Labour Party. Sinds 9 mei 2016 is hij burgemeester van Londen.

## Biografie

### Jeugd
Khan werd geboren in het St George's Hospital in Tooting (Zuid-Londen) als vijfde van acht kinderen in een gezin van Pakistaanse emigranten.
Op de middelbare school had hij een eindexamenpakket met exacte vakken omdat hij tandarts wilde worden. Khan ging uiteindelijk rechten studeren aan de University of North London. Voordat Khan in 2005 lid werd van het Lagerhuis werkte hij als juridisch adviseur gespecialiseerd in mensenrechten.

### Politiek

#### Lid van het Lagerhuis
Khan was van 1994 tot 2006 raadslid voor de wijk Tooting van de Londense borough Wandsworth. Bij de Lagerhuisverkiezingen van 2005 werd hij gekozen als parlementslid voor Tooting, waarmee hij zijn partijgenoot Tom Cox opvolgde.
Na een wijziging in het kabinet op 3 oktober 2008 door premier Gordon Brown werd Khan aangesteld als minister voor Gemeenschappen en Lokale overheden (Engels: Parliamentary Under-Secretary of State for Communities and Local Government); hij volgde Parmjit Dhanda op. Khan werd de tweede moslim die lid was van de regering van het Verenigd Koninkrijk. In het Lagerhuis bekritiseerde Khan in januari 2009 paus Benedictus XVI wegens het eerherstel van de omstreden bisschop Richard Williamson, nadat deze de omvang van de Holocaust had ontkend.
In 2009 werd Khan, nadat hij was aangesteld als minister voor Transport, de eerste moslim-minister in het Britse kabinet.
Nadat de Labour Party bij de Lagerhuisverkiezingen van 2010 had verloren werd Khan door Harriet Harman aangesteld als minister van Transport in het schaduwkabinet. Hij maakte vervolgens ook deel uit van het schaduwkabinet van Ed Miliband als schaduw-minister van Justitie vanaf 8 oktober 2010. Op 16 januari 2013 werd hij ook aangesteld als schaduw-minister voor Londen. Op 11 mei 2015 vertrok Khan als schaduw-minister van Justitie en schaduw-minister voor Londen.

#### Burgemeesterschap van Londen
In mei 2015 liet Khan weten dat hij van plan was de kandidaat voor de Labour Party te worden voor het burgemeesterschap van Londen. In september 2015 won hij inderdaad de interne verkiezing; voormalig minister Tessa Jowell werd tweede. Bij de verkiezingen voor het burgemeesterschap van Londen op 5 mei 2016 nam Khan het op tegen 11 andere kandidaten, onder wie Zac Goldsmith van de Conservative Party. Khan won met 56,8% van de stemmen. Op 8 mei 2016 werd hij als burgemeester geïnstalleerd, als opvolger van de conservatieve Boris Johnson. In zijn eerste termijn kreeg Khan te maken met een forse toename in messencriminaliteit.
Op 6 mei 2021 werd hij herkozen met 55,2% van de stemmen.
- Gemeinsame Normdatei: 104615138X
- International Standard Name Identifier: 0000 0003 8243 7355
- Library of Congress Control Number: no2008179540
- Nationale Bibliotheek van Polen: a0000003390497
- Istituto Centrale per il Catalogo Unico: UANV114440
- Système universitaire de documentation: 112575560
- Virtual International Authority File: 265709443
- WorldCat: E39PBJxcYxTRrp9Hc6mX3fvCQq